# Liste der Kulturdenkmäler in Neuberg (Hessen)
Die folgende Liste enthält die in der Denkmaltopographie ausgewiesenen Kulturdenkmäler auf dem Gebiet  der Gemeinde Neuberg, Main-Kinzig-Kreis, Hessen.
Hinweis: Die Reihenfolge der Denkmäler in dieser Liste orientiert sich zunächst an Ortsteilen und anschließend der Anschrift, alternativ ist sie auch nach der Bezeichnung, der vom Landesamt für Denkmalpflege vergebenen Nummer oder der Bauzeit sortierbar.
Kulturdenkmäler werden fortlaufend im Denkmalverzeichnis des Landes Hessen durch das Landesamt für Denkmalpflege Hessen auf Basis des Hessischen Denkmalschutzgesetzes (HDSchG) geführt. Die Schutzwürdigkeit eines Kulturdenkmals hängt nicht von der Eintragung in das Denkmalverzeichnis des Landes Hessen oder der Veröffentlichung in der Denkmaltopographie ab.

Das Denkmalverzeichnis für diesen Bereich liegt noch nicht vor. Die bisher bekannten Bau- und Kunstdenkmäler hat das Landesamt für Denkmalpflege Hessen in sogenannten Arbeitslisten erfasst. Den Arbeitslisten liegen Erkenntnisse aus Akten, Ortsbegehungen und Denkmalinventaren, jedoch keine neuere systematische Forschung, zugrunde. Die Benehmensherstellung mit der Gemeinde gemäß § 11 Abs. 1 HDSchG ist noch nicht erfolgt.
Das Vorhandensein oder Fehlen eines Objekts in dieser Liste ist keine rechtsverbindliche Auskunft darüber, ob es Kulturdenkmal ist oder nicht: Diese Liste entspricht möglicherweise nicht dem aktuellen Stand der offiziellen Denkmaltopographie. Diese ist für Hessen in den entsprechenden Bänden der Denkmaltopographie Bundesrepublik Deutschland und im Internet unter DenkXweb – Kulturdenkmäler in Hessen einsehbar. Auch diese Quellen sind, obwohl sie durch das Landesamt für Denkmalpflege Hessen aktualisiert werden, nicht immer aktuell, da es im Denkmalbestand immer wieder Änderungen gibt.
Eine verbindliche Auskunft erteilt allein das Landesamt für Denkmalpflege Hessen.
Nutze diese Kartenansicht, um Koordinaten in der Liste zu setzen. In dieser Kartenansicht sind Kulturdenkmale ohne Koordinaten mit einem roten bzw. orangen Marker dargestellt und können in der Karte gesetzt werden. Kulturdenkmale ohne Bild sind mit einem blauen bzw. roten Marker gekennzeichnet, Kulturdenkmale mit Bild mit einem grünen bzw. orangen Marker.

## Kulturdenkmäler nach Ortsteilen

### Ravolzhausen
| Bild            | Bezeichnung                          | Lage                                                                                   | Beschreibung    | Bauzeit | Objekt-Nr. |
| --------------- | ------------------------------------ | -------------------------------------------------------------------------------------- | --------------- | ------- | ---------- |
| Bild gesucht BW | Gesamtanlage Marienstraße            | Lage                                                                                   |                 |         | 121862 DDB |
| weitere Bilder  |                                      | Bahnhofstraße 1 LageFlur: 14, Flurstück: 126/3                                         |                 |         | 121863 DDB |
|                 |                                      | Bahnhofstraße 22 LageFlur: 17, Flurstück: 82/9                                         |                 |         | 121866 DDB |
|                 |                                      | Friedrichstraße 7 LageFlur: 14, Flurstück: 162/1                                       |                 |         | 121617 DDB |
|                 |                                      | Friedrichstraße 13 LageFlur: 14, Flurstück: 167/1                                      |                 |         | 121618 DDB |
| weitere Bilder  |                                      | Friedrichstraße 15 LageFlur: 14, Flurstück: 168                                        |                 |         | 121619 DDB |
| weitere Bilder  | Pfarrhaus                            | Hohensteinstraße 7, Rübschichbach LageFlur: 4, 14, Flurstück: 143/1, 182/2, 28/2, 28/3 |                 |         | 121867 DDB |
| weitere Bilder  |                                      | In den Gräben 15 LageFlur: 16, Flurstück: 6/11                                         | Rathaus Neuberg |         | 121865 DDB |
| weitere Bilder  | Alte Schule                          | In den Gräben 17/15 LageFlur: 16, Flurstück: 6/10, 6/11                                |                 |         | 121864 DDB |
| Forstgehöft     | Forstgehöft                          | Langendiebacher Straße 21 LageFlur: 15, Flurstück: 33/1                                |                 |         | 121870 DDB |
| weitere Bilder  | Fabrikantenvilla der Dachziegelwerke | Langenselbolder Straße 5 LageFlur: 15, Flurstück: 144/5                                |                 |         | 121869 DDB |
| weitere Bilder  |                                      | Marienstraße 1 LageFlur: 14, Flurstück: 123/1                                          |                 |         | 121868 DDB |
| weitere Bilder  |                                      | Marienstraße 4 LageFlur: 14, Flurstück: 81/3                                           |                 |         | 121620 DDB |
|                 |                                      | Marienstraße 11 LageFlur: 14, Flurstück: 86/3                                          |                 |         | 121621 DDB |
|                 |                                      | Neue Anlage 18 LageFlur: 14, Flurstück: 167/2                                          |                 |         | 121871 DDB |
| weitere Bilder  |                                      | Wilhelmstraße 1 LageFlur: 14, Flurstück: 63/11                                         |                 |         | 121623 DDB |
| weitere Bilder  | Evangelische Kirche                  | Wilhelmstraße 5 LageFlur: 14, Flurstück: 75/1                                          |                 | 1739    | 121622 DDB |
|                 |                                      | Wilhelmstraße 13 LageFlur: 14, Flurstück: 95/1                                         |                 |         | 121624 DDB |
| weitere Bilder  |                                      | Wilhelmstraße 17 LageFlur: 14, Flurstück: 97/1                                         |                 |         | 121625 DDB |
| weitere Bilder  |                                      | Wilhelmstraße 27 LageFlur: 14, Flurstück: 104/1                                        |                 |         | 121626 DDB |

### Rüdigheim
| Bild                                      | Bezeichnung                                  | Lage | Beschreibung | Bauzeit | Objekt-Nr. |
| ----------------------------------------- | -------------------------------------------- | --- | --- | ------- | ---------- |
| Bild gesucht BW                           | Gesamtanlage Historischer Ortskern Rüdigheim | Lage | |         | 121853 DDB |
| Bild gesucht BW                           | Grenzsteine Gemeindewälder                   | Am Döngesfloß, Hinterwald (Gem. Ravolzhausener Wald), Auf dem Dönges LageFlur: 8, 9, Flurstück: 5/1, 6/11, 6/7, 15/1 | |         | 122360 DDB |
| Bild gesucht BW                           | Grenzsteine Amt Windecken                    | Am Döngesfloß, Hinterwald (Gem. Ravolzhausener Wald), Auf dem Dönges LageFlur: 8, 9, Flurstück: 5/1, 6/11, 6/7, 15/1 | |         | 122359 DDB |
| weitere Bilder                            |                                              | Borngasse 2 LageFlur: 16, Flurstück: 313/3                                                                           | |         | 121627 DDB |
|                                           |                                              | Borngasse 11 LageFlur: 16, Flurstück: 301/4                                                                          | |         | 121628 DDB |
| weitere Bilder                            |                                              | Hintergasse 28 LageFlur: 16, Flurstück: 1014/216                                                                     | |         | 121629 DDB |
| weitere Bilder                            | Tiefenbornmühle                              | Im Spieß u. Tiefenbornsmühle (an der Mühlstraße) LageFlur: 15, Flurstück: 46/2                                       | |         | 121633 DDB |
| weitere Bilder                            |                                              | Kirchstraße 4 LageFlur: 16, Flurstück: 281/1                                                                         | |         | 121631 DDB |
|                                           |                                              | Kirchstraße 6 LageFlur: 16, Flurstück: 283/1                                                                         | |         | 121872 DDB |
| weitere Bilder                            | Ritterhaus der Johanniterkommende            | Kirchstraße 8, Kirchstraße 1 LageFlur: 16, Flurstück: 118/3, 517/2                                                   | |         | 121630 DDB |
| Pfarrhaus mit Garten und Garteneinfassung | Pfarrhaus mit Garten und Garteneinfassung    | Kirchstraße 8 LageFlur: 16, Flurstück: 517/2                                                                         | |         | 121855 DDB |
| weitere Bilder                            | Evangelische Kirche St. Johann Baptist       | Kirchstraße 10, Kirchstraße 1 LageFlur: 16, Flurstück: 118/3, 517/3                                                  | Die Kirche der ehemaligen Johanniterkommende des Ortes wurde im Jahr 1260 im Stil der Frühgotik unter Einbeziehung älterer Teile errichtet. | 1260    | 121854 DDB |
| weitere Bilder                            |                                              | Mittelgasse 1 LageFlur: 16, Flurstück: 468/3                                                                         | |         | 121857 DDB |
|                                           |                                              | Mittelgasse 4 LageFlur: 16, Flurstück: 1053/237                                                                      | |         | 121632 DDB |
|                                           |                                              | Ravolzhäuser Straße 10 LageFlur: 16, Flurstück: 377/3                                                                | |         | 121635 DDB |
|                                           |                                              | Ravolzhäuser Straße 17 LageFlur: 16, Flurstück: 451/1                                                                | |         | 121634 DDB |
| weitere Bilder                            | Ehem. Hofgut Müller                          | Ravolzhäuser Straße 31 LageFlur: 16, Flurstück: 508/3                                                                | |         | 121636 DDB |
| weitere Bilder                            |                                              | Ravolzhäuser Straße 41 LageFlur: 12, Flurstück: 63/4                                                                 | |         | 121859 DDB |
| Bild gesucht BW                           | Rüdigheimer Hof                              | Rüdigheimer Hof 1 LageFlur: 16, Flurstück: 118/2                                                                     | |         | 121856 DDB |
|                                           |                                              | Sportplatzweg 1 LageFlur: 16, Flurstück: 80/14                                                                       | |         | 121860 DDB |